# 뱅고어 국제공항

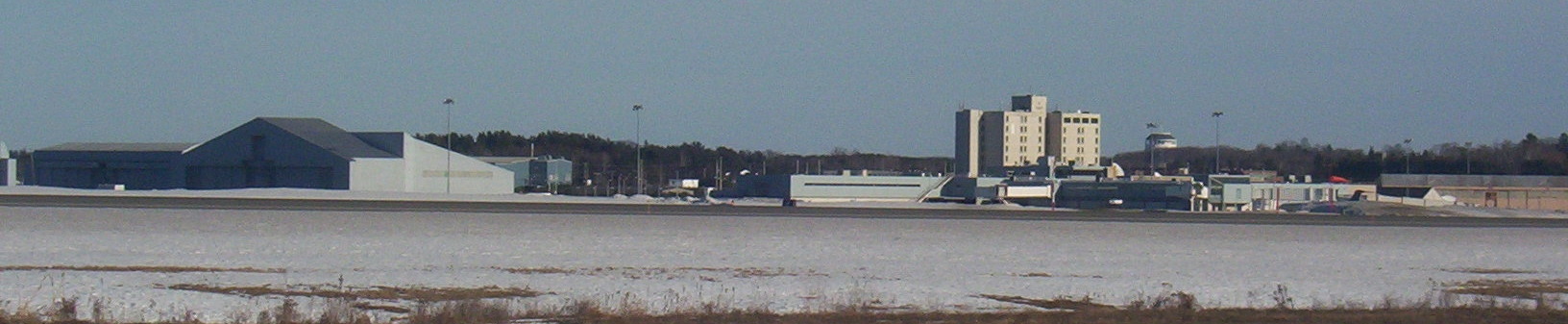
뱅고어 국제공항

뱅고어 국제공항(Bangor International Airport, IATA: BGR, ICAO: KBGR, FAA LID: BGR) 또는 뱅거 국제공항은 미국 메인주 페놉스콧군 뱅고어 서쪽에 위치한 민간용/군용 공공 공항이다. 뱅고어시가 소유하고 운영하는 이 공항은 11,440x200피트(3,487x61미터)의 단일 활주로를 갖추고 있다.
이 공항은 NASA에 의해 우주왕복선을 위한 긴급착륙지로 할당되었다.